# Дејан Петковић
Дејан Петковић (Мајданпек, 10. септембра 1972), српски је бивши фудбалер и репрезентативац. Одиграо је шест утакмица за репрезентацију СР Југославије, уз један постигнут гол.
У Србији је познат под надимком Рамбо, док је у Бразилу познатији под надимком Пет.

## Каријера

### Ране године
Дејан Петковић је рођен у породици од оца Добривоја, саобраћајног техничара из Ниша, и мајке Милене, грађевинског техничара из Петровца на Млави, који су се упознали у Мајданпеку, где су обоје стигли у потрази за послом, а млади Дејан је фудбал кренуо да тренира у РФК Мајданпек.

### Раднички Ниш
Његова каријера је почела 1988. године, играњем у Радничком из Ниша. Он је постао најмлађи играч који је икада играо званичан меч у историји старе Југословенска Прва лига, а дебитовао је 25. септембра 1988. када је имао 16 година и 15 дана, против Жељезничара из Сарајева, престигавши рекорд Митра Мркеле за само 1 дан. Раднички је на крају освојио 3 бода победивши 4-0. Петковићев рекорд су до сада само оборили Славко Перовић и Данијел Алексић. До сада, Петковић помаже свом првом клубу који је запао у тешку ситуацију.

### Црвена звезда
У јулу 1992, Петковића је купила Црвена звезда. Иако није имао ни 20 година, у Звезду је стигао са репутацијом, као вешт технички плејмејкер. Због напуштања клуба Дејана Савићевића, Дарка Панчева, Владимира Југовића и Синише Михајловића, највећих звезда клуба у то време, у току истог лета, млади Петковић је убачен у први тим од стране новог тренера Милана Живадиновића, а одиграо је 30 лигашких утакмица и постигао 5 голова у својој првој сезони у Београду.
Своју каријеру у Црвеној звезди завршио је децембра 1995. (три и по сезоне), освојивши две титуле првака Југославије. Његов трансфер у Реал Мадрид је договорен већ током лета исте године, али је Црвена звезда одлучила да га задржи за време УЕФА купа у сезони 1995/96., у којој је клуб очекивао велики повратак, након што им је коначно дозвољено да се такмиче на европској сцени, пошто је клуб претходно имао спортске санкције због уопштених санкција СР Југославији. Ипак, Црвена звезда је изгубила од Швајцарског клуба Нешател Ксамакс у прелиминарној рунди.

### Шпанија
Децембра 1995. Петковић прелази у Реал Мадрид. Играјући под тренером Хорхеом Валданом, Рамбо није добио прилику да се докаже, одигравши само 3 лигашка меча (замена у сва три) пре него што је позајмљен Севиљи, где је завршио сезону 1995/96 Ла Лиге. 1997. је био позајмљен Расингу, где је одиграо 8 утакмица. На кратко се вратио у Реал Мадрид до 1997. када је примећен од стране бразилског клуба Виторија на пријатељском турниру где су играла оба тима (Реал са Б тимом), поред Мајорке и Фламенга.

### Долазак у Бразил са Виторијом
У Виторију је дошао заједно са Бебетом и Тулио Коштом, три играча су потписала за Виторију захваљујући спонзорству Banco Excel-а. Ту је почео своју успешну бразилску каријеру, освојивши два државна првенства Баије и Куп Североистока. У Виторији је остао до 1999.

### Други пут у Бразилу

#### Фламенго
1999. прелази у Венецију, али тамо није имао већег успеха па се већ 2000. враћа у Бразил, сада у Фламенго. У Фламенгу његове вештине су биле фундаменталне у помагању тиму да освоји последње две титуле у историјској три у низу серији против главног ривала Васко да Гаме, од 1999. до 2001. Фелипе Мело, велики навијач Фламенга, је цитиран рекавши „његов невероватан гол из слободног ударца у 89-ом минуту финала из 2001. године, који је обезбедио титулу Фламенгу, никада неће бити заборављен“.
Месец дана касније, још један гол Петковића из слободног ударца, против Сао Паула, обезбедио је трофеј Купа шампиона Бразила и повратак клуба у Куп Либертадорес следеће године. Пошто је био изузетно популаран у то време, добио је од навијача надимак „Пет“.
Међутим, 2001. у Серији А Бразила, Фламенго завршава само једну позицију изнад зоне испадања. Клуб је такође изгубио, јануара 2002, финале Купа Меркосур од аргентинског Сан Лоренса, меч у коме је „Пет“ добио црвени картон.

#### Васко да Гама
2002. Петковић изненађујуће прелази у Васко да Гаму, главног ривала Фламенга, где је остао до 2004. Играо је кратко време 2003. за кинески клуб Шангај Шенхуа током овог периода. У другом периоду у Васко да Гами помогао је тиму да избегне испадање у нижи ранг у Серији А Бразила, пошто је био најбољи стрелац и асистент у тиму. Васко није успео да обезбеди победу у 10 мечева без Петковића, освојивши само 10% бодова; са њим Васко је освојио 45,7% ових бодова. Као лидер Васкове кампање спасења, Петковић је награђен Сребрном лоптом (Bola de Prata) од стране магазина Placar као један од два најбоља везна играча Бразилског првенства 2004. године.

### Трећи пут у Бразилу

#### Флуминенсе
После пола године у Саудијској Арабији, где је играо за Ал Итихад, августа 2005. се враћа у Рио де Жанеиро, сада да игра за Флуминенсе. Деби је имао 24. августа против Сао Паула у гостима, резултат је био 1:1. Пошто је тад већ имао 33 године, Петковић је морао да се суочи са одређеним неповерењем навијача Триколора. Међутим, његова одлична партија у трећем мечу против Крузеира, ставила је тачку на сумње навијача. Играјући на терену противника (Минеирао), довео је Флуминенсе до убедљиве победе од 6:2 над Крузеиром, постигавши два гола. Његов први је био 1000-ти гол Флуминенсеа у Бразилском шампионату, чиме је Петковић зарадио спомен плочу у његову част у седишту клуба. Код овог гола, „Пет“ је прошао три противничка играча у малом простору, након тога шутнуо је тачно на време да избегне голмана.
Након одличне сезоне, Петковић 2005. по други пут добија Сребрну лопту. Након лоше сезоне 2006, када је Флуминенсе морао да се бори за опстанак, напустио је клуб.

#### Остали клубови
Јануара 2007. прелази у Гојас. Након завршетка Државног првенства Гојаса (где је Гојас завршио као други иза Атлетико Гојаниенсеа) Петковић је прекинуо његов уговор пре почетка првенства Бразила.
2007. прелази у Сантос, када је постао 52 странац у историји клуба. Али због лошијих партија остао је у клубу само до краја сезоне.
Марта 2008. потписује уговор са Атлетико Минеиром, као велика звезда поводом прославе стогодишњице клуба. Ипак, његов уговор није обновљен на крају сезоне по налогу новопридошлог тренера, Емерсона Леаоа, који је претходно такође прекинуо сарадњу са Петковићем у Сантосу када је стигао тамо у децембру 2007.

#### Фламенго
20. маја 2009. Фламенго најавио је потписивање уговора са српским офанзивним везистом, који је иначе био слободан играч па клуб није морао да плаћа обештећење, а Петковић је у Фламенгу већ провео две веома успешне сезоне од 2000. до 2001. Управо након тог првог периода у клубу односи са руководством клуба су се погоршали до тачке да су чак ишли на суд због неисплаћених плата у износу од 9 милиона долара. Иако су две стране успеле да реше велика финансијска питања изван суда пре потписивања уговора, Петковићев повратак је ипак дочекан са доста скептицизма од стране многих људи унутар клуба и спољних посматрача који су сумњали у његову способност да игра на највишем нивоу у тим годинама. Неки су изразили забринутост због чињенице да је пропустио државно првенство Рио де Жанеира, што је значило да није играо никакав такмичарски фудбал шест месеци од његовог одласка из Минеира.
Међутим, на изненађење многих људи, 37-годишњи Србин играо је кључну улогу за Фламенго, постигавши 8 голова (од тога 2 „олимпијска“) и водећи Фламенго до коначног освајања његове шесте титуле шампионата Бразила, прве у каријери Петковића. У време доласка Петковића у тим почетком јуна 2009, Фламенго се налазио на 14-ом месту у Бразилском шампионату. Осим тога, имао је проблема да упадне у први тим пошто је тренер Кука преферирао друге играче на његовој позицији. 23. јула 2009. Кука је смењен због лоших резултата и долазак новог тренера Хорхеа Луиса Андрадеа донео је боље дане за Петковића и клуб. Мало по мало, Фламенго је почео да се пење на табели, великим делом захваљујући његовом доприносу. „Пет“ је хваљен од стране бразилске штампе за изузетне перформансе, посебно за своју партију у утакмици 30. кола 18. октобра 2009. против Палмеираса у гостима, у том тренутку лигашког лидера, где је постигао два гола и донео Фламенгу победу од 2:0, као и за допринос у утакмици 34. кола 8. новембра против Атлетико Минеира када је Фламенго забележио важну победу од 3:1, на том мечу је Петковић такође постигао свој последњи олимпијски гол.
20. новембра 2009. је примљен у Бразилску Кућу славних на Маракани и тако постао тек пети странац и трећи Европљанин који је имао ту привилегију и част у Бразилу. Онда 7. децембра, након што се сезона завршила и Фламенго славио своју титулу, Петковић је освојио традиционалну Сребрну лопту (Bola de Prata) организовану од стране спортског магазина Placar и ESPN Brasil као најбољи играч средине терена у Бразилском шампионату 2009. То је био трећи пут да је добио ту награду, претходно 2004. и 2005.
5. јуна 2011. Петковић се пензионисао као професионални фудбалер, након што је одиграо прво полувреме на утакмици против Коринтијанса са капитенском траком на руци. У спомен његовог одласка у пензију, сви играчи Фламенга су на полеђини својих дресова имали исписано презиме Петковић. Такође навијачи Фламенга су на почетку утакмице направили велику кореографију преко целе трибине, на којој је писало Петковић, која је прво иза слова имала позадину српске заставе, а после је промењена у боје Фламенга.

## Репрезентација
У дресу кадетске репрезентације Југославије, са 15 година, Дејан Петковић је постигао најбржи гол. Наиме, на Кипру, Рамбо се уписао у листу стрелаца тек што се кренуло са центра, лопта је путовала само три секунде пре него што је завршила у мрежи.
За сениорску репрезентацију СР Југославије је дебитовао 31. марта 1995. у пријатељској утакмици против Уругваја на стадиону Црвене звезде, када је Југославија победила са 1:0. Први гол у дресу репрезентације је постигао већ у другој утакмици, пријатељском мечу против Русије играном 31. маја 1995. у Београду, постигао је изједначујући гол, али је Русија на крају ипак добила са 2:1. До краја 1995. је одиграо још три меча и након тога до краја мандата Слободана Сантрача на функцији селектора 1998. није био позиван у репрезентацију, проблем је настао још на гостовању репрезентацији Аргентине у Буенос Ајресу 1994, када је Сантрач хтео да га уведе неколико минута пре краја, иако га је послао на загревање још током првог полувремена. Петковић је то одбио и од тада је почела прича о „непослушном младићу“ и због неслагања са Сантрачем није био позван на Светско првенство 1998.
У национални тим се вратио, занимљиво, баш за пријатељски меч против репрезентације Бразила 23. септембра 1998. (1:1), када је нови селектор постао Милан Живадиновић, што је био и његов последњи званични меч за репрезентацију. Занимљива је чињеница да је Рамбо на утакмицу допутовао у истом авиону као и репрезентација Бразила, пошто је тада играо за бразилску Виторију па је морао да путује у Сао Луис где се утакмица играла.
Никада није обукао дрес репрезентације Србије, иако су многи критиковали због тога, али су га селектори увек заобилазили.

## Олимпијски голови
Петковић је у својој каријери постигао укупно 9 олимпијских голова:
| Бр. | Такмичење                      | Клуб       | Резултат | Противник            | датум             | Стадион             |
| --- | ------------------------------ | ---------- | -------- | -------------------- | ----------------- | ------------------- |
| 1   | Куп Бразила 1999.              | Виторија   | 2 – 2    | Палмеирас            | 9. април 1999.    | Фонте Нова          |
| 2   | Првенство Рио де Жанеира 2000. | Фламенго   | 3 – 3    | Васко да Гама        | 28. мај 2000.     | Маракана            |
| 3   | Првенство Рио де Жанеира 2001. | Фламенго   | 4 – 1    | Мадуреира            | 22. март 2001.    | Маракана            |
| 4   | Првенство Рио де Жанеира 2001. | Фламенго   | 4 – 2    | Оларија              | 14. април 2001.   | Жулит Коутињо       |
| 5   | Копа Судамерикана 2005.        | Флуминенсе | 2 – 1    | Универсидад Католика | 18. октобар 2005. | Маракана            |
| 6   | Првенство Бразила 2006.        | Флуминенсе | 4 – 4    | Гремио               | 16. јул 2006.     | Олимпико монументал |
| 7   | Првенство Бразила 2006.        | Флуминенсе | 2 – 2    | Сао Каетано          | 22. јул 2006.     | Маракана            |
| 8   | Првенство Бразила 2009.        | Фламенго   | 2 – 0    | Палмеирас            | 18. октобар 2009. | Палестра Италија    |
| 9   | Првенство Бразила 2009.        | Фламенго   | 3 – 1    | Атлетико Минеиро     | 8. новембар 2009. | Минеирао            |

## Награде

### Друге награде
- 2014: Награда Браћа Карић